# Nicturia
La nicturia es el aumento de la frecuencia de la micción durante el descanso nocturno.

## Etiología
Es un signo clínico que acompaña a numerosos trastornos, destacando la insuficiencia cardíaca, y también en las glomerulonefritis crónicas, en la hipertensión arterial, en los síndromes edematosos, en el hiperaldosteronismo primario, en trastornos de la vejiga o de la próstata (como la hipertrofia benigna de próstata), en la polidipsia primaria, en la enfermedad de Addison y en la diabetes mellitus. Otras causas pueden ser farmacológicas o por la ingestión de alcohol.

## Diagnóstico diferencial
No debe confundirse con la:
- Enuresis nocturna que es una incontinencia urinaria nocturna en niños.
- Polaquiuria nocturna típica de los enfermos con problemas prostáticos.